# Snad ti nedělají starosti cizí názory
Snad ti nedělají starosti cizí názory (v anglickém originále What Do You Care What Other People Think?) je druhá autobiografická kniha osobních vzpomínek Richarda Feynmana, amerického teoretického fyzika a nositele Nobelovy ceny. Text knihy je zčásti rovněž založen na nahraných rozhovorech s Ralphem Leightonem, který byl jeho blízký přítel a také společně hráli v amatérské hudební skupině. Leighton byl bubeník, Feynman hrál na bonga, která si oblíbil během delšího pobytu v Brazílii, kde přednášel. Ralph Leighton je opět uveden jako spoluautor knihy, celý český název knihy včetně podtitulu je Snad ti nedělají starosti cizí názory: další dobrodružství zvídavé povahy zapsal Ralph Leighton.

## Vydání knihy
Poté, co se první kniha vzpomínek Richard Feynmana To snad nemyslíte vážně! z roku 1985 stala bestsellerem,, vyšlo v roce 1988 (opět v nakladatelství W. W. Norton & Company, ISBN 0-393-02659-0) toto volné pokračování ve stejném odlehčeném stylu. Anglicky později oba tituly vyšly společně v jedné knize jako výroční vázané vydání pod názvem Classic Feynman: All the Adventures of a Curious Character, přičemž kapitoly z obou původních knih byly uspořádány chronologicky (W. W. Norton & Co, 2005, ISBN  0-393-06132-9). Součástí bylo i přiložené CD, které obsahovalo jednu z jeho proslulých přednášek.
Česky kniha Snad ti nedělají starosti cizí názory vyšla poprvé v roce 1994 v překladu Marcely Strakové v Brně, Nakladatelství Tomáše Janečka (ISBN 80-85880-02-4). Doslov prvního českého vydání Václav Studený. Předmluvu ke knize tentokrát napsal rovněž Ralph Leighton a mimo jiné v ní vysvětluje okolnosti vzniku knihy. V době přípravy knihy byl Richard Feynman již vážně nemocen (vzácná forma rakoviny) a zemřel 15. února 1988, dva týdny po poslední přednášce na Caltechu. V říjnu 1988 vyšlo první americké vydání knihy, která je jeho posledním dílem.

## Struktura a témata knihy
Kniha je napsána v podobném stylu jako předchozí autobiografie To snad nemyslíte vážně!, ale je uspořádána mnohem volněji a vedle vzpomínek formou jednotlivých kapitol obsahuje také dopisy, fotografie a několik skic, které Feynman vytvořil v pozdějším věku, když se naučil kreslit od svého přítele výtvarníka Jirayra Zorthiana. Přibližně první polovina knihy je opět založena převážně na nahraných rozhovorech s Ralphem Leightonem.

### První vzpomínková část
První část knihy, nazvaná „Zvídavá povaha”, začíná dvěma kapitolami, které se věnují lidem, kteří nejvíce utvářeli Feynmanovu osobnost. V první kapitole „Zrození vědce“ vzpomíná hlavně na otce Mela. Richard Feynman byl přesvědčen, že jeho přirozenou velkou zvědavost, kterou si udržel až do pozdního věku, otec od malička usměrňoval tak, aby se snažil „přijít věcem na kloub". Druhá, titulní kapitola obsahuje velmi osobní vzpomínky na první velkou lásku. Arlene byla několik let vážně a nevyléčitelně nemocná (navíc dlouho měla špatnou diagnózu). Když Feynman odjel v rámci projekt Manhattanu pracovat do Los Alamos v Novém Mexiku, převezl ji do nedalekého Albuquerque, kam za ní pravidelně jezdil a zde v roce 1945 zemřela.
Feynmanovi se obzvláště líbila následující kapitola „Je to jednoduché jako jedna a jedna”, kterou plánoval jednou přepsat jako psychologickou přednášku. Další dvě kapitoly obsahují vzpomínky z cestování. Kapitola „Postup vpřed“ je z Trinidadu, kde se zastavil při návratu z Brazílie. Kapitola „Hotel City“ se odehrává v Ženevě, kde byl nejprve na setkání Společnosti fyziků a o šest týdnů později na další konferenci. Následuje několik dalších různorodých kapitol a první část uzavírají vybrané dopisy.

### Vyšetřování havárie raketoplánu
Druhá část knihy „Pan Feynman jede do Washingtonu“ se skládá z poměrně velkého počtu kapitol a podrobně popisuje účast Richard Feynmana v tzv. Rogersově komisi. Feynman byl jmenován do vyšetřovací komise, která měla zjistit příčiny havárie raketoplánu Challenger. Nejprve účast v komisi odmítal (o své dlouhodobé nechuti pracovat pro Washington píše v jiných souvislostech již v první knize vzpomínek), ale nakonec se nechal přesvědčit.
V jedné z kapitol této části popisuje improvizovaný experiment, v němž na veřejném zasedání komise ukázal, jak mohly těsnicí kroužky v raketových motorech raketoplánu selhat kvůli nízkým teplotám ráno v den startu. Což demonstroval tak, že jejich vzorek dal před zraky ostatních do sklenice s ledem a po vytažení ukázal, že ztratily pružnost. Později bylo potvrzeno, že to byla hlavní příčina zničení raketoplánu.
Kromě zásadního příspěvku k objasnění přímé příčiny havárie poukázal i na další systémové chyby ve vedení celého projektu raketoplánu, stejně jako špatnou komunikaci mezi technickým personálem projektu a manažery (vážné nedostatky v chápání vědeckých a technických zákonitostí vedením NASA), rovněž tlak na co nejčastější a nejrychlejší starty raketoplánů, stejně jako na finanční úspory. Feynmanovy obecnější připomínky byly zveřejněny jako zvláštní příloha závěrečné zprávy (příloha F).
Feynman byl natolik znepokojen kritickými nedostatky v „bezpečnostní kultuře“ NASA a současně narážel na nesouhlas nebo alespoň nepochopení ostatních členů komise, že v určité fází musel pohrozit, že nepodepíše ani text hlavní zprávy, pokud do ní nebudou zahrnuty jeho osobní postřehy o spolehlivosti raketoplánu jako samostatná příloha. Feynman to shrnul ve větě: „Pro úspěšnou technologii, realita musí mít přednost před public relations, protože příroda se nedá oklamat.“

### Film The Challenger Disaster
Tato část knihy o vyšetřování havárie raketoplánu byla později využita pro pořad, který natočily společnosti BBC a Science Channel společně s Open University pod názvem „The Challenger Disaster“, který byl poprvé vysílán 12. května 2013 na BBC2, v USA na „Discovery Channel“ a „Science Channel“ 16. listopadu téhož roku. Postavu Richarda Feynmana zde vytvořil americký herec William Hurt.

### Projev Hodnota vědy
Tak jak první kniha vzpomínek končí kapitolou „Kargokultické vědy“, což je mírně upravený text jeho oceňovaného projevu k absolventům Caltechu na slavnostní promoci v roce 1974, tato druhá kniha vzpomínek končí jiným jeho projevem, nazvaným „Hodnota vědy“, který Feynman přednesl na podzimním zasedání Národní akademie věd (National Academy of Sciences) v roce 1955.